# Кнунянц, Иван Людвигович
Ива́н Лю́двигович Кнуня́нц (22 мая [4 июня] 1906, Шуша, Кавказское наместничество[…] — 21 декабря 1990, Москва) — советский учёный в области органической химии, основатель научной школы фтороргаников. Академик АН СССР (1953). Герой Социалистического Труда (1966). Лауреат трёх Сталинских и Ленинской премии.
Вёл исследования в области актуальных проблем народного хозяйства и здравоохранения, в 1930-е годы синтезировал и наладил производство эффективных противомалярийныхпрепаратов (акрихин и т. д., 1933), разработал методы получения некоторых специальных сортов спирта, в годы Великой Отечественной войны создал антидоты для защиты от боевых отравляющих веществ (1940-е гг.), предложил ряд противораковых препаратов (пафенцил и др., 1950-е гг.). Первым продемонстрировал возможность полимеризации ряда соединений (1942), разработал метод получения капрона (1944, совм. с З. А. Роговиным). Выступил основоположником исследований в ряде областей химии фторорганических соединений.

## Биография

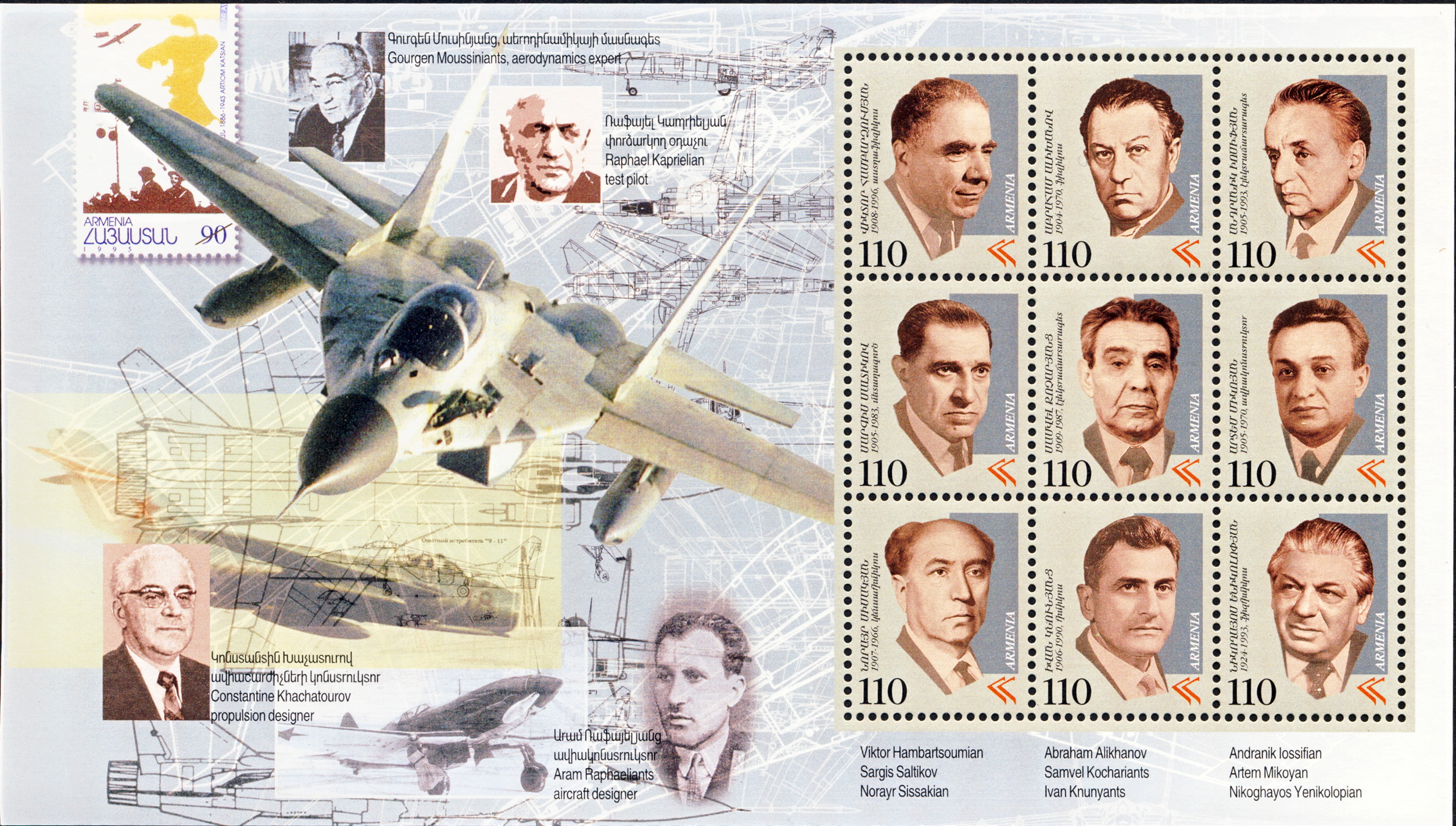
Амбарцумян, Алиханов, Иосифян, Салтиков, Кочарянц, Микоян, Сисакян, Кнунянц, Ениколопян

Родился 22 мая (4 июня) 1906 года в Шуше (ныне Азербайджан) в армянской семье инженера-нефтяника, участника революционного движения в России.
Юность провёл в г. Грозном, где его отец руководил нефтяными промыслами.
В молодости учёбу в школе совмещал с работой слесарем на нефтепромыслах. Был комсомольским активистом и общался с рабочей молодёжью, что воспитало в нём целеустремлённость, трудолюбие и принципиальность. Прилежно учился, был любознательным и всегда помогал товарищам. В 1923 году окончил школу второй ступени.
С самого рождения его окружали ярые большевики — его отец Людвиг Мирзаджанович Кнунянц, его дяди Богдан Мирзаджанович и Тигран Мирзаджданович Кнунянцы и его тётя Фаро Минаевна Кнунянц, которая была участницей трёх революций и вместе со своими братьями активно выступала за свержение самодержавия.
На мировоззрение молодого Кнунянца сильное влияние оказал отец, который с 1897 года был членом партии. Ему часто приходилось переезжать из города в город, так как его преследовала царская охранка. В 1897 году был уволен из Института гражданских инженеров в Петербурге из-за революционной деятельности и выслан из города. В 1900 году приехал в Киев и поступил в политехнический институт, при этом активно участвовал в работе Киевской партийной организации. Через год был отчислен из института за участие в студенческом движении и выслан из Киева, из-за чего Людвиг вынужден был вернуться в Баку. Там он вместе с братьями решил организовать подпольную типографию. В 1902 году полиция арестовала всех трёх братьев и их сестру, но полиции так и не удалось обнаружить типографию. После тюрьмы Л. Кнунянц продолжал революционную деятельность, в июле 1903 году был председателем стачечного комитета и возглавил крупную демонстрацию в Баку под кличкой Сима.
В 1910 году Л. Кнунянц успешно окончил политехнический институт в Киеве.
Мать Ивана Людвиговича — Роза Карловна Бабикова-Кнунянц — являлась скромной, трудолюбивой и заботливой женщиной. Около 25 лет она проработала в Черногорской больнице врачом.
В 1923 году Людвига Кнунянца отправили в Москву на новую работу, и с ним же поехал Иван.
Иван Людвигович успешно справился со вступительными испытаниями на химический факультет Московского высшего технического училища. Главой кафедры органической химии в то время был профессор (позднее академик) А. Е. Чичибабин, познакомившийся с Кнунянцем ещё на вступительных экзаменах и оказавший в дальнейшем на него большое влияние. Обучение было платным, что создавало большие трудности у жившей весьма стеснённо материально семьи Кнунянц.
В 1928 году блестяще окончил МВТУ имени Н. Э. Баумана и получил звание инженера-технолога, дипломная работа «Диметиламинопиридин и его производные». Интересно то, что И. Л. Кнунянц, помимо дипломной работы в области химии природных соединений у А. Е. Чичибабина, разрабатывал дипломный проект «Компрессионно абсорбционный газолоновый завод производительностью 100 000 кубических метров газа в сутки» в области переработки природного газа у И. И. Елина.
Далее остался на кафедре А. Е. Чичибабина и был вначале аспирантом, а затем преподавателем. В 1939 г. защитил докторскую диссертацию, в 1949 г. был избран членом-корреспондентом АН СССР, в 1953 г. — действительным членом АН СССР. С 1932 года в РККА, на преподавательской работе в ВАХЗ имени К. Е. Ворошилова, с 1942 года — начальник кафедры. Одновременно заведовал лабораторией ИНЭОСАН. Главный редактор «Журнала Всесоюзного химического общества имени Д. И. Менделеева» и редакции «Химия» БСЭ. В 1957—1967 годах заведовал кафедрой органической химии МИТХТ им. М. В. Ломоносова. Член редакционной коллегии библиотечки Детской энциклопедии «Учёные — школьнику» (издательство «Педагогика»).
Занимался исследованиями в области фтор-, сераорганических и гетероциклических соединений. Разработал промышленные методы синтеза новых мономеров, термостойких полимеров и лекарственных препаратов. Ряд изобретений учёного внедрён в промышленность (фотосенсибилизаторы, капрон, акрихин и др.).
Доктор химических наук (1939), профессор (1939). Академик АН СССР (1953, член-корреспондент с 1946 года). Генерал-майор (1949). Член ВКП(б) с 1941 года.
В марте 1966 года подписал письмо 13 деятелей советской науки, литературы и искусства в президиум ЦК КПСС против реабилитации И. В. Сталина.

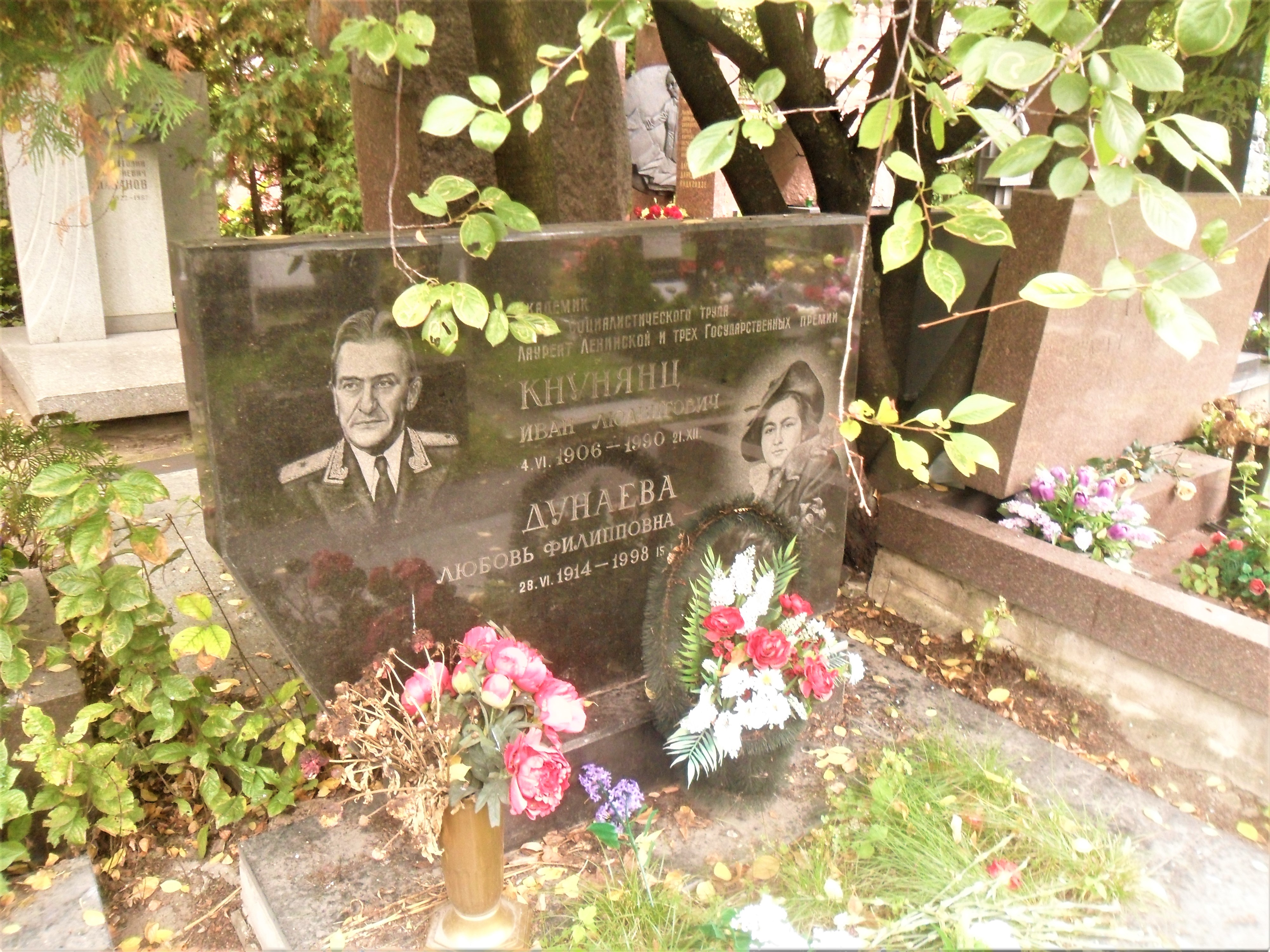
Могила Кнунянца на Новодевичьем кладбище Москвы.

И. Л. Кнунянц умер 21 декабря 1990 года. Похоронен на Новодевичьем кладбище (участок № 10).

## Научная деятельность
В 1933 году Ю. О. Магидсоном, А. М. Григоровским, Г. В. Челинцевым был разработан и внедрён в производство способ получения акрихина — заменителя хинина, основного лекарства от малярии, который в то время продавался по высоким ценам. И. Л. Кнуянц разработал приемлемые условия для такого синтеза .
«Лактоном Кнунянца» в химии называют открытый в 1933 г. Иваном Людвиговичем ацетобутиролактон. Своё название он получил из-за того, что был получен оригинальным, новым и экономически выгодным способом, который лежит в основе производственного получения витамина В1. Учёного также интересовали вопросы, связанные с аэрофотосъёмкой. Здесь И. Л. Кнунянцем были улучшены показатели сенсибилизаторов, открытых в 1873—1919 годах и разрабатываемых многими учёными в разных странах мира, которые используются для производства аэрофотоплёнок.
В СССР Юлия Рымашевская, Иван Кнунянц и Захар Роговин в 1942 году показали возможность полимеризации ε-капролактама в линейный полимер и осуществили (в 1947 году) серию работ по синтезу волокнообразующих полиамидов, в ходе которых изучили условия бекмановской перегруппировки оксимов циклогексана в капролактам, определили оптимальные условия полимеризации лактамов и очистки полиамида от мономера, первое производство поликапролактама в СССР было запущено в 1948 году в городе Клин, Московской области. Иван Людвигович изобрёл новый метод производства адипонитрила, который является важным промежуточным продуктом при получении нейлона. Так же было показано, что электрохимическая димеризация акрилонитрила, который получают из пропилена и аммиака, приводит к адиподинитрилу.
Проведённые научные исследования по расщеплению α-окисей фтороводородом, которые лежат в основе синтеза ω-фторзамещённых спиртов алифатического ряда, положили начало исследованиям И. Л. Кнунянца в области фторорганических соединений развиваемой в разных странах с 1800 годов. За довольно-таки короткий срок (начало работ в 1942—1943 гг.) эти научные исследования стали классическими.
В 60-е годы 20 века И. Л. Кнунянцем и его школой был выяснен механизм и изучены продукты взаимодействия фторолефинов с нуклеофильными и электрофильными реагентами, получены представители совершенно новых типов фторорганических соединений — ϕ-алкенилалкиловых эфиров, нитро- и нитрозоперфторкислот и их производных, ϕ-винильные производные многих элементов, β-перфторалкилсульфоны и продукты расщепления этих соединений.
Эти работы позволили выяснить характер кратной связи ϕ-олефинов, получить доказательства явлений сопряжения и количественно оценить вклад в сопряжение различных функциональных групп.
В лаборатории И. Л. Кнунянца в Институте элементоорганических соединений АН СССР проводились работы, направленные на изучение связи между химической активностью и строением в ряду фосфорорганических, азоторганических и других соединений. На основе полученных лабораторией И. Л. Кнунянца фторорганических мономеров были созданы органические стёкла, термостойкие покрытия, материалы для вулканизации фторкаучуков и многое другое.
Известны его работы в области гетероциклических соединений. Были впервые синтезированы пиридиновые аналоги кетона и гидрола Михлера и синтезированы пиридиновые аналоги трифенилметановых красителей.
И. Л. Кнунянц является автором свыше 500 научных трудов и имеет около 300 авторских свидетельств и много зарубежных патентов.

## Преподавательская деятельность
По воспоминаниям учеников И. Л. Кнунянца, академик был живой, быстрый, необычно взволнованный и с первых же слов заинтересовывал слушателей. В его лекциях удивляли глубина знаний, простота изложения и воодушевление. За свою преподавательскую деятельность И. Л. Кнунянц выпустил 10 докторов наук, 50 кандидатов и сотни инженеров-химиков.

## Награды и премии
- Сталинская премия третьей степени (1943) — за создание медицинского препарата
- Сталинская премия второй степени (1947[11]) — за исследования в области органической химии, результаты которых опубликованы в серии статей «Методы введения фтора в органические соединения», «О взаимодействии алифатических соединений с фтористым водородом», «О реакциях органических окисей с фосфористым водородом» (1946—1947)
- Сталинская премия второй степени (1949) — за разработку и внедрение в производство нового синтетического волокна
- Ленинская премия (1972) — за исследования в области фторорганических соединений
- премия Анри Муассана (1986) — за изучение химии фторорганических соединений и их свойств
- Герой Социалистического Труда (1966)
- орден Ленина (1966)
- орден Октябрьской Революции
- орден Красного Знамени
- орден Трудового Красного Знамени
- орден Красной Звезды
- медали

## Семья
Первая жена (с 1932 года) — Нина Сергеевна Смирнова (умерла в 1941 году на Украине при невыясненных обстоятельствах)
сыновья — Александр (1933 г.р.), Сергей (1939 г.р.)
Вторая жена (с 1944 года, брак оформлен в 1953 году) — Любовь Филипповна Дунаева
сын — Михаил (1955 г.р.)
Прадед сражался во главе отряда повстанцев против персидского мусульманского ига, за присоединение Карабаха к России.
Дед — Мирзаджан Кнунянц, учитель. За неуважительное отношение к священникам был наказан и после многих лет учительствования вынужден был покинуть родное село Инги, переселившись в Шушу.
Отец — Людвиг Кнунянц (1877—1952), окончил шушенское реальное училище. В 1896 году поступил на химический факультет Петербургского технологического института. В дальнейшем учился на химическом факультете Киевского политехнического института, который окончил в 1910 году. Химия — наследственная в роде Кнунянцев. Богдан также учился на химическом факультете Петербургского технологического института.
Дядя — Богдан Кнунянц (1878—1911), один из основателей РСДРП, делегат II съезда РСДРП в 1903 году, где тесно сблизился с Владимиром Ульяновым, с момента раскола партии на большевиков и меньшевиков был большевиком. Неоднократно арестовывался и ссылался. Умер в Бакинской тюремной больнице в 1911 году от брюшного тифа.
Тётя — Фаро Кнунянц (1885—1980), профессиональный революционер, член КПСС с 1903 года. Участница трёх русских революций, после Октябрьской революции работала в бакинской партийной организации, в аппарате ЦК ВКП(б).
Двоюродный брат — Валентин Кнунянц, известный учёный-радиотехник, профессор, лауреат Сталинской и Государственной премий.

## Сочинения
- Методы введения фтора в органические соединения // Успехи химии, 1946, т. 15, вып.6 (совм. с О. В. Кильдишевой);
- О взаимодействии алифатических окисей с фтористым водородом // Доклады Академии наук СССР, 1947, т. 55, № 3;
- О реакциях органических окисей с фосфористым водородом, там же, т. 56, № 1 (совм. с Р. Н. Стерлиным);
- О некоторых теоретических проблемах современной органической химии // Вестник Академии наук СССР, 1953, № 4, стр. 15—29;
- Реакция гидродимеризации // Успехи химии, 1954, т. 23, вып. 7, стр. 781—820 (совм. с Н. П. Гамбарян);
- Успехи в области установления строения и синтез протеинов // Успехи химии, 1955, т. 24, вып. 6, стр. 641—72 (совм. с Е. Я. Первовой);
- О лёгкости и распространённости образования четырёхчленных циклов // Успехи химии, т. 25, вып. 7, стр. 785—844;
- Превращения меркантоаминокислот. Сообщ. I—V // Известия АН СССР. Отделение химических наук, 1955, № 1—4;
- Нитрование перфторолефинов двуокисью азота // Доклады АН СССР, 1956, т. 111, № 5;
- О нитроперфторалкилнитритах // Доклады АН СССР, 1957, т. 112, № 1 (совм. с А. В. Фокиным).
- Главный редактор 1-3 томов Химической энциклопедии.
- Главный редактор Химического энциклопедического словаря («Советская энциклопедия», 1983. «Большая российская энциклопедия» (репринт), 1998, ISBN 5-85270-253-6).